# Rőt csillaggomba
A rőt csillaggomba (Geastrum rufescens) a csillaggombafélék családjába tartozó, Eurázsiában, Észak- és Dél-Amerikában, Ausztráliában honos, erdőkben élő, nem ehető gombafaj.

## Megjelenése
A rőt csillaggomba termőteste eleinte teljesen vagy részlegesen a talajban található, nagyjából gömb alakú, a felszínét takaró micéliumhoz talajszemcsék tapadnak. Érése során a külső burok (exoperídium) felhasad és csillag alakban, 6-8 lebennyel szétválik. Átmérője ilyenkor 4,5-7 cm. A lebenyek hegyes csúcsúak, 2-5 mm vastagok, felső oldaluk rózsásbarnás, idősen vörösbarnás színű, alul fehéresek, talajszemcsék tapadnak rá; idővel a karok megtöredeznek, felső rétegük darabokban hámlik. A központi spórazsák 1,5–2,5 cm átmérőjű, nagyjából kerek, nagyon rövid nyélen ül. Felszíne barnás színű, csupasz, papírszerű. Az érett spórák a csúcsán levő nyíláson távoznak, amely szabálytalan alakú, más csillaggombáktól eltérően nincs rajta csőrszerű képlet, nem barázdált és nincs bemélyedő, halványabb színű udvara. Belső része fiatalon tömör és fehér, később porszerű és barna. 
Spórapora barna. Spórája kerek, felszíne tüskés, mérete 3–5 µm. 

### Hasonló fajok
A repedéses csillaggomba, a fésűs csillaggomba, a közönséges csillaggomba, a pusztai csillaggomba, a csészés csillaggomba, a hosszúkarú csillaggomba hasonlít hozzá.

## Elterjedése és termőhelye
Eurázsiában, Észak- és Dél-Amerikában, Amerikában és Ausztráliában honos. Magyarországon ritka. 
Lombos erdőkben és fenyvesekben egyaránt megtalálható. Júliustól októberig terem, de a termőtest kiszáradt maradványai hónapokon át megmaradnak.

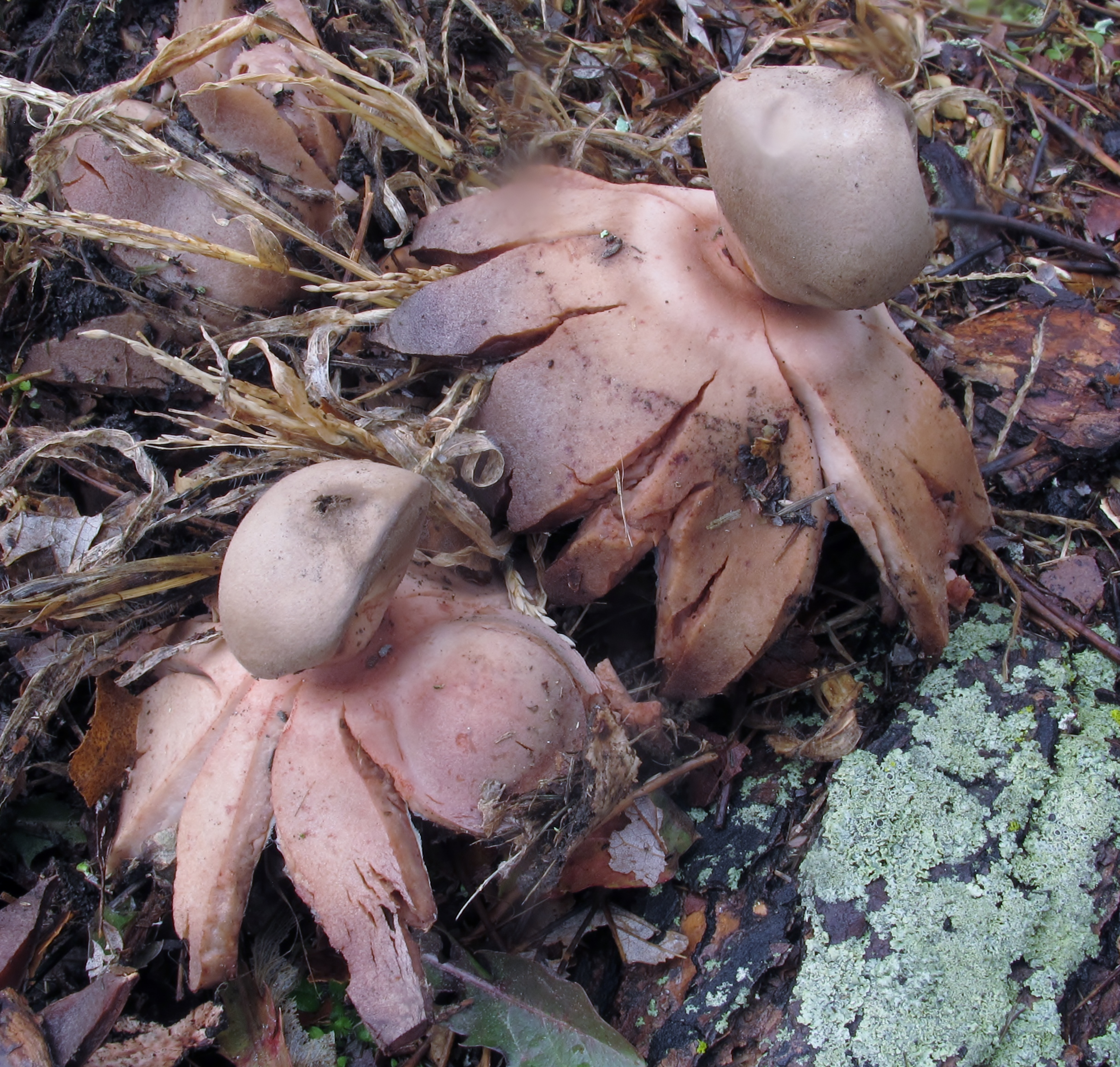
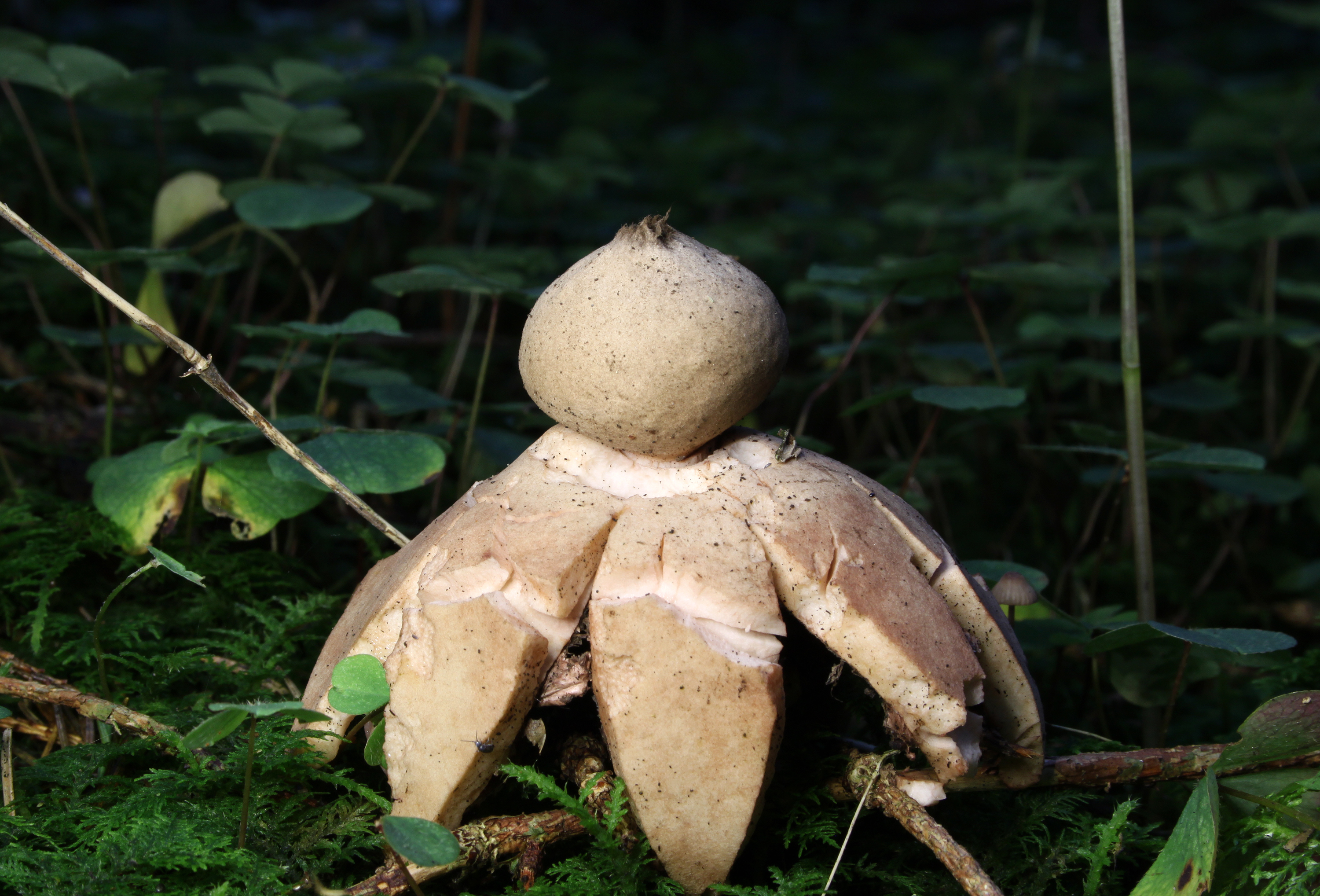
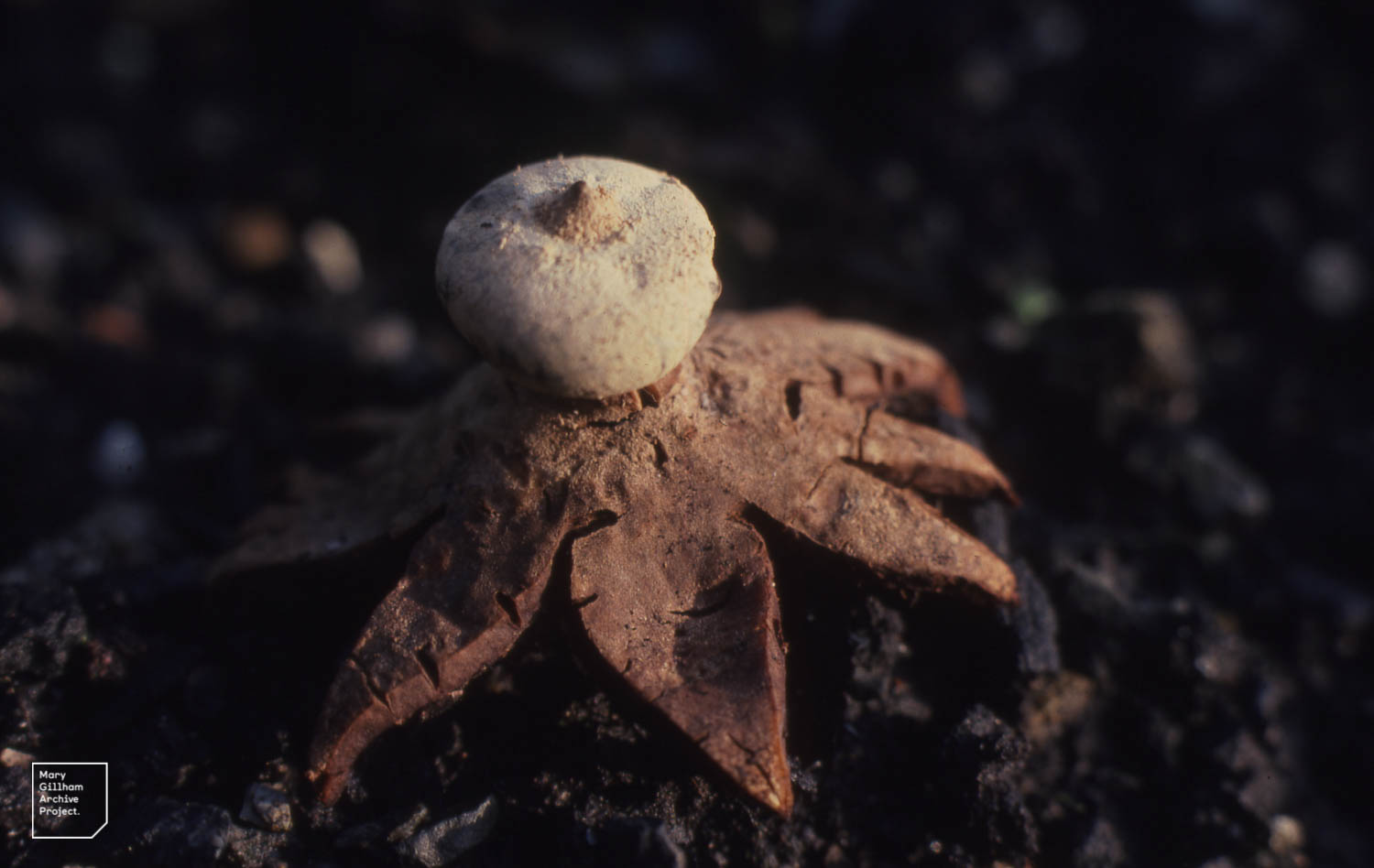
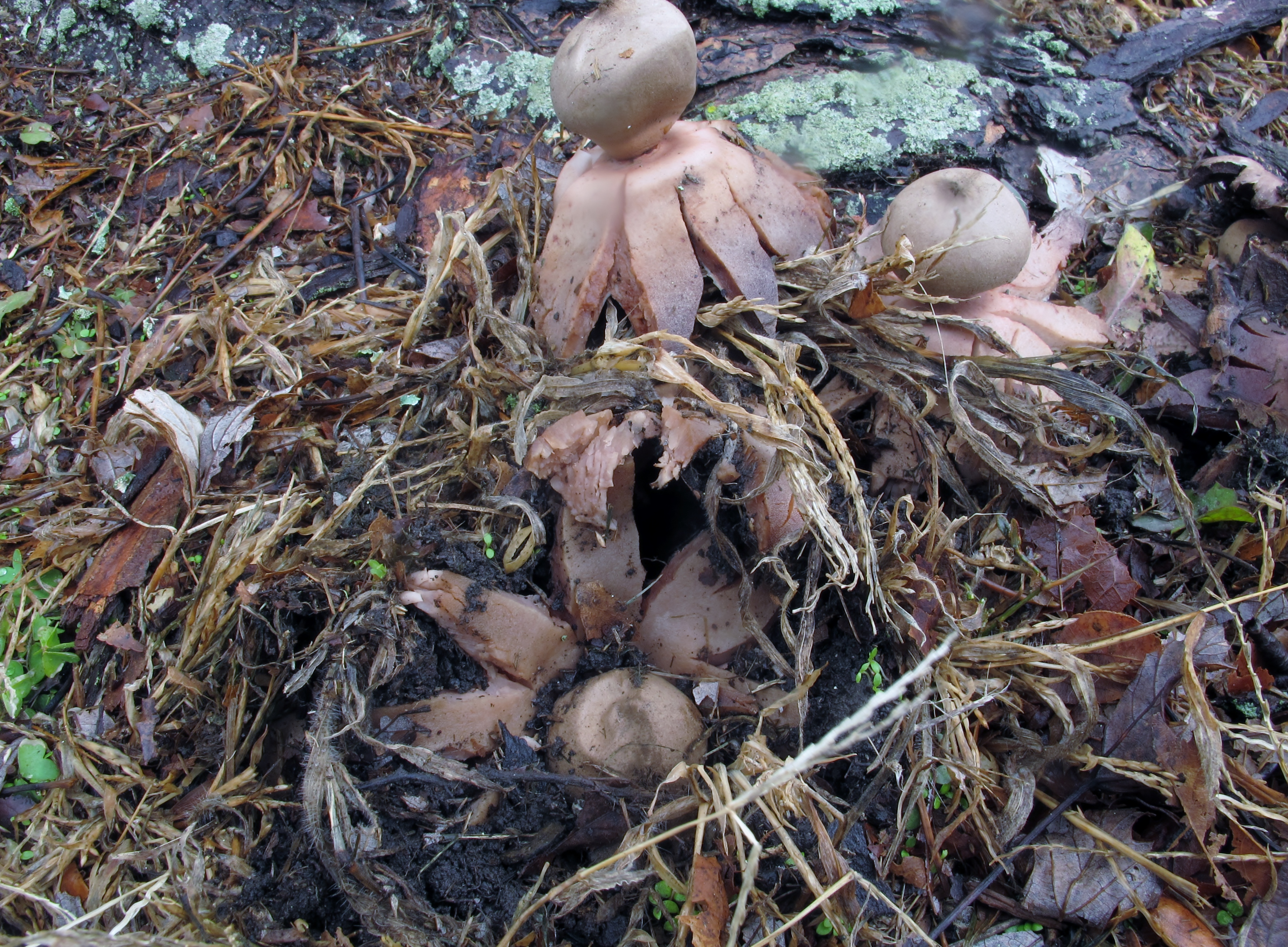
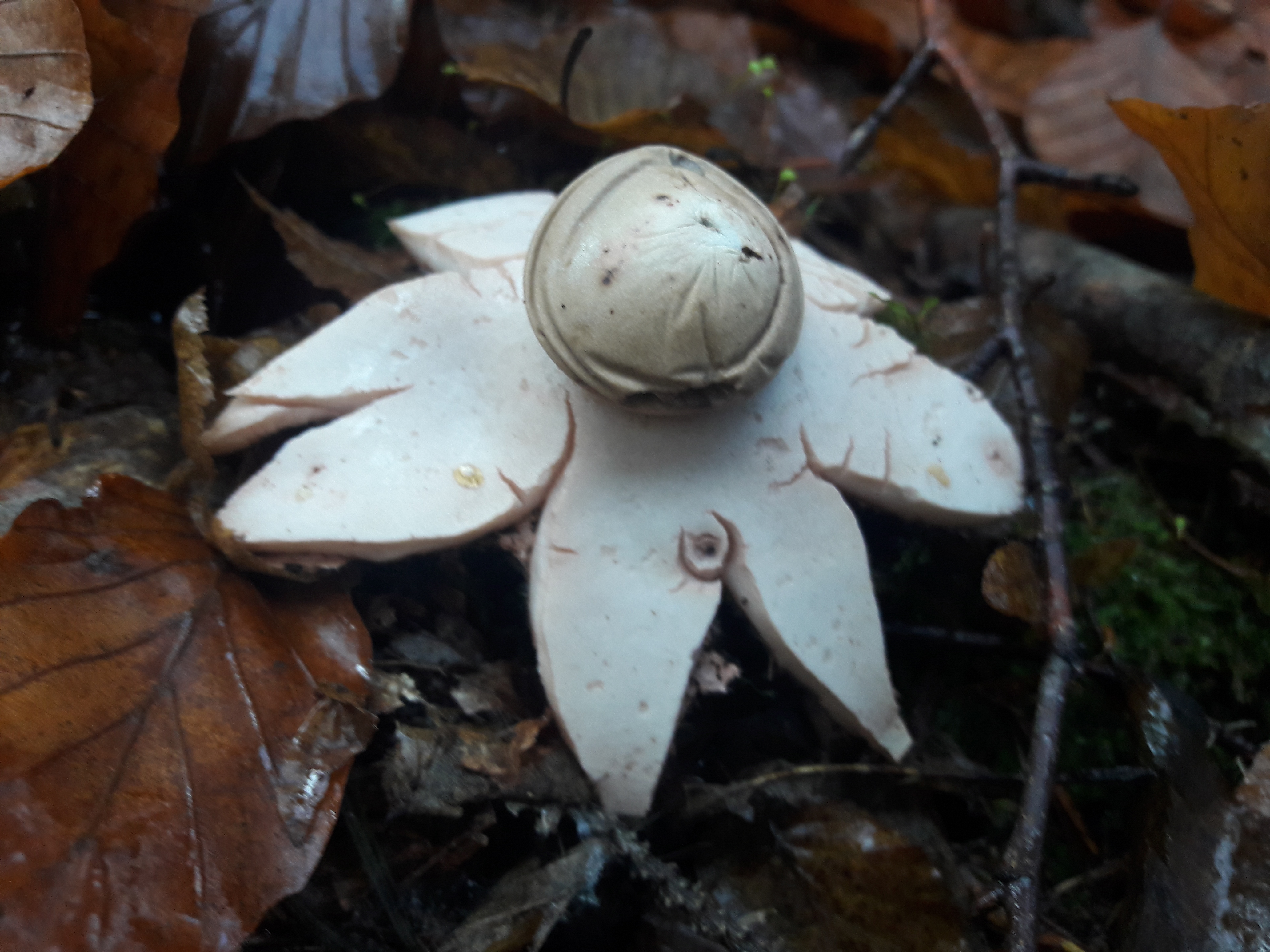

Nem ehető.